# Ludmila Režná-Václavíková
Ludmila Režná-Václavíková, rozená Ludmila Režná (2. srpna 1906 Habrovany – ???), byla česká a československá politička Komunistické strany Československa a poúnorová poslankyně Národního shromáždění ČSR.

## Biografie
Ve volbách roku 1954 byla zvolena za KSČ do Národního shromáždění ve volebním obvodu Gottwaldov-město. V Národním shromáždění zasedala až do konce jeho funkčního období, tedy do voleb v roce 1960.
K roku 1954 se uvádí jako obyvatelka obce Habrovany, profesí bývalá dělnice ve firmě Baťa. Narodila se v Habrovanech (místní část Cikánov) v domě čp. 85. K roku 1954 se profesně zmiňuje jako instruktorka šicích dílen národního podniku Svit (bývalá firma Baťa).